# Bełżec
Bełżec (← poloneză, germană Belzec) este o comună și un sat din powiat tomaszowski, voievodatul Lublin. Are o populație de 3.477 locuitori, 2.723 din satul propriu. Alte localități din comună sunt:
- Chyże
- Smoliska
- Szalenik-Kolonia
- Zagóra

Bełżec a fost un sediu al lagărului de exterminare Belzec în timpul celui de-Al Doilea Război Mondal.